# Aphoebantus barbatus
Aphoebantus barbatus är en tvåvingeart som beskrevs av Axel Leonard Melander 1950. Aphoebantus barbatus ingår i släktet Aphoebantus och familjen svävflugor.
Artens utbredningsområde är Arizona. Inga underarter finns listade i Catalogue of Life.